# Giorgio Ordelaffi
Jordi Ordelaffi fou fill de Teobaldo Ordelaffi (fill de Ludovico Ordelaffi que era germà de Sinibald I Ordelaffi). Es va casar amb Lucrècia Alidosi.
El 1411 el Papa el va nomenar senyor i vicari pontifici de Forlì.
El 1423 es va aliar amb Felip Maria Visconti de Milà al qui va oferir el domini de la Romanya i va donar la tutoria del seu fill Teobald II Ordelaffi, menor d'edat.
Florència es va oposar a aquestes ambicions i va esclatar la guerra. Després d'algunes derrotes florentines Venècia va convèncer el comte de la Carmagnola en favor del florentins.
Jordi va morir el 1423 i va deixar el seu jove fill Teobald II Ordelaffi com a senyor.